# 군소 도서 개발국

군소도서개발국의 분포

군소 도서 개발국(群小島嶼開發局, 영어: Small Island Developing States, SIDS)은 지속 가능한 개발을 수행하면서 비슷한 문제를 안고 있는 세계 각지의 작은 섬 나라들이다. 이들은 작지만 급속히 증가하는 인구, 자원 제약, 대륙에서 멀리 떨어져 있는 위치적 제약, 잦은 자연 재해, 외부 충격에 대한 취약성, 보호주의적 국제 무역, 환경 파괴의 진행 등과 같은 문제를 안고 있다. 또한 통신, 에너지, 수송 등에 많은 비용이 든다는 점과 불법 국제 무역, 불공정하고 비용이 많이 드는 내정, 작은 국토 때문에 생기는 기반 시설의 취약과 경제의 크기를 키울 기회가 적다는 것 역시 군소 도서 개발국 성장과 개발의 제약 요소이다.
군소 도서 개발국이라는 개념은 1992년 6월에 열린 리우 회의를 통해 정립되었고, 1994년 군소 도서 개발국의 지원을 위한 바베이도스 프로그램이 시작되었다. 유엔은 유엔 최빈국, 내륙국, 군소 도서국 고위 대표실을 통해 군소 도서 개발국을 대표하고 있다.

## 국가 목록
현재 유엔 사무국 경제사무국에서는 군소도서개발국 목록에 52개국을 수록하고 있다. 유엔 사무국 경제사무국의 목록에 수록된 국가들은 카리브해, 태평양, 아프리카, 인도양, 지중해, 남중국해 등 세계 각지에 흩어져 있어 카리브 공동체, 태평양 제도 포럼, 인도양 위원회와 같은 지역별 협의체를 운영하고 있다. 또한 대부분의 군소 도서 개발국은 유엔의 군소 도서 국가 연합에 소속되어 있다.
| 카리브 해                        | 태평양              | 아프리카, 인도양, 지중해, 남중국해 |
| -------------------------------- | ------------------- | ---------------------------------- |
| 앵귈라                           | 아메리칸사모아      | 바레인                             |
| 앤티가 바부다                    | 쿡 제도             | 카보베르데                         |
| 아루바                           | 미크로네시아 연방   | 코모로                             |
| 바하마                           | 피지                | 기니비사우                         |
| {{{1}}}}}{{bar{{{3}}}\|{{{1}}}}} | 프랑스령 폴리네시아 | 몰디브                             |
| 벨리즈                           | 괌                  | 모리셔스                           |
| 영국령 버진아일랜드              | 키리바시            | 상투메 프린시페                    |
| 쿠바                             | 마셜 제도           | 세이셸                             |
| 도미니카 연방                    | 나우루              | 싱가포르                           |
| 도미니카 공화국                  | 누벨칼레도니        |                                    |
| 그레나다                         | 니우에              |                                    |
| 가이아나                         | 북마리아나 제도     |                                    |
| 아이티                           | 팔라우              |                                    |
| 자메이카                         | 파푸아뉴기니        |                                    |
| 몬트세랫                         | 사모아              |                                    |
| 네덜란드령 안틸레스              | 솔로몬 제도         |                                    |
| 푸에르토리코                     | 동티모르            |                                    |
| 세인트키츠 네비스                | 통가                |                                    |
| 세인트루시아                     | 투발루              |                                    |
| 세인트빈센트 그레나딘            | 바누아투            |                                    |
| 수리남                           |                     |                                    |
| 트리니다드 토바고                |                     |                                    |
| 미국령 버진아일랜드              |                     |                                    |

## 같이 보기
- 아프리카 카리브해 태평양 국가
- 2010년 유엔 기후 변화 회의

## 주해
1. 1 2 3 4 5 6 7 8 9 10  군소 도서국 연맹 미가입 미참관 국가
2. 1 2 3 4  지역 군소 도서국 협의회 가입국
3. 1 2 3 4 5 6 7 8 9 10 11 12 13  유엔 미가입국
4. 1 2 3 4  군소 도서국 연맹 참관국
5. 1 2 3 4 5 6 7 8 9 10  지역 협력 기구 미가입 미참관 국가
6. 1 2 3 4 5 6  지역 협력기구 참관국
7. 1 2 3 4 5 6 7  최빈국